# 富田勝典
富田 勝典は、プロデューサー・脚本・演出・企画立案、TBS東芝日曜劇場・演出補から『女たちの忠臣蔵』などまで。株式会社アニマ21代表取締役社長。
東京都出身。

## おもな業績
『五度半さん』『愛の風吹く』『代議士の妻たち1・2』『閨閥』制作補時代。
- 1986年夏休み特別ドラマ「十五少年漂流記～忘れられない夏休み」(TBS) 出演・小川範子（谷本重美）・山口義行・江藤潤・企画・演出
- 週刊ワニＴＶ「お笑い！みんな恋して大きくなった」(TBS)企画・演出

1990～
- 「世にも奇妙な物語」(CX)伊東四朗・石黒賢主演・演出
- 「映画みたいな恋したい」(TX)1話完結・連続ドラマ・企画・演出
- NHKスペシャル「妻への12000通の手紙」（NHK）構成演出
- 花王愛の劇場「夏色のアルバム」(TBS)原田和美・未唯（mie）主演・プロデューサー・演出（以下3作はオフィス・トゥー・ワン制作）
- 花王愛の劇場「ママじゃないってば」河合奈保子主演・プロデューサー・演出
- 花王愛の劇場「ママに宿題」床嶋佳子主演・プロデューサー・演出
- 水曜グランドロマン「いつも一緒にいて欲しい」(NTV)所ジョージ主演・プロデューサー
- 木曜ゴールデンドラマ「先生でいたい」(YTV)沢口靖子主演・プロデューサー・演出
- 「パパっ子ちゃん」(YTV)水野真紀・阿部寛・竜雷太出演・演出
- 金曜エンターテイメント「依願退職」(CX)西田敏行主演・プロデューサー（ATP第10回：ベスト20受賞）
- 日曜スペシャル「久米宏の道徳の時間」(NTV)久米宏出演・プロデューサー
- （ATP第12回：ベスト20受賞）
- 「カンカンぴったし！久米宏ＳＰ」(TBS)久米宏出演・プロデューサー
- 「世界わが心の旅～明日という名の劇場」（NHK・BS）朝倉摂・プロデューサー
- ハウステンボス・年末カウントダウンショー構成・演出
- （1993年12月31日NHKゆく年くる年OA）
- （1994年12月31日演出）

1995年～
- 花王愛の劇場「ひとりっ子同志」(TBS)中島ひろ子主演・プロデューサー演出
- 花王愛の劇場「大好き五つ子」シリーズ・Ｐ①～Ｐ⑤(TBS)
- 主演・森尾由美・新井康弘・プロデューサー・演出
- ウイークエンドラマ「HEN」(ANB)佐藤藍子主演・演出
- 「最高の食卓」(ANB)赤井英和・地井武男主演・演出
- 「ベストフレンド」(ANB)前田愛・加藤あい主演・演出
- 「ビックウイング」(TBS)内田有紀主演・演出
- 「金曜日の恋人たちへ」(TBS)藤原紀香・高橋克典主演・演出
- 「松本清張スペシャル ～紐～」(TBS)名取裕子主演・プロデューサー
- 「ベストパートナー」(TBS)内村光良・渡部篤郎主演・演出
- 「サラリーマン金太郎」シリーズＰ①～Ｐ④(TBS)高橋克典主演・演出

2006年～
- 花王愛の劇場「マイフェアボーイ」(TBS)熊谷真実主演・演出
- プレミヤＡ「偽札を探せ！」(CX)中村梅雀出演・プロデューサー・演出
- プレミヤＡ「動物園再生！」(CX)鶴田忍出演・演出
- プレミヤＡ「白鵬物語」(CX)中島ひろ子出演・演出
- 東海テレビ50周年スペシャルドラマ「少年時代」坂本昌行出演・演出
- スペシャル企画「三億円事件40年目の真実」(CX)演出
- 金曜プレステージ「鬼刑事・米田耕作」(CX)①・②中村梅雀主演・演出
- 「東京マラソンを作った男たち」(CX)石原良純主演・演出
- 金曜プレステージ「人情捜査班・朝田真平」(CX)①・②中村梅雀主演・演出
- スペシャル企画「三億円45年目の告白」(CX)石黒賢主演・演出
- 2016年・金曜プレステージ「平成女の大事件」(CX)冨家規政出演・演出
- 2017年末S「坂上忍のバイキング・麻原逮捕の裏舞台」永井大出演・演出
- 舞台「せんにゅうかん」金田賢一・長谷川真弓出演・脚本・演出2011年11月
- 舞台「出来ちゃた！」小田あさ美主演・脚本・演出2012年2月
- 舞台「せんにゅうかん」（再演・横浜・関内ホール）2012年3月
- 舞台「恋愛交響曲第5番みかん交際」脚本・演出2015年11月
- 舞台「おばあちゃん子」新井康弘主演・脚本・演出2016年11月
- 舞台「お薬のクスリ」新井康弘・宮崎由加主演・脚本・演出2019年11月